# Ian Polster
Ian Polster (Columbus (Ohio), 30 november 1938) is een Amerikaans componist, arrangeur, muziekpedagoog en trombonist.

## Levensloop
Polster studeerde aan de Ohio State University in Columbus onder andere bij Marshall Barnes en Donald E. McGinnis, waar hij ook zijn Bachelor of Science, zijn Bachelor of Music en zijn Master of Music behaalde. Verder studeerde hij aan de Yale-universiteit in New Haven (Connecticut) en aan de Illinois State University in Normal.
Van 1961 tot 1966 was hij directeur voor de instrumentale muziek aan de Xenia City Schools en vervolgens directeur voor de harmonieorkesten aan de Ohio State University tot 1967. Hij doceerde van 1967 tot 1970 aan de Central State University in Wilberforce, waar hij ook hoofd van de afdeling muziektheorie was, alsook aan de Wilberforce University te Wilberforce en vanaf 1970 aan de Wittenburg University in Springfield (Ohio). In 2004 ging hij met pensioen.
Hij is auteur van verschillende muziektheoretische boeken. Polster is ook werkzaam als dirigent van onder andere de Springfield Concert Band en het Springfield Youth Symphony en gastdirigent van verschillende orkesten. Als trombonist was hij meer dan 40 jaar verbonden aan het Springfield Symphony Orchestra. Polster was lid van het Stan Kenton Orchestra en de orkesten van Nelson Riddle en Henry Mancini. Met deze orkesten was hij onder andere ook in Duitsland en Japan. Zowel in 1999 alsook in 2001 werd hij door het Conservatorium van Moskou (Russisch: Московская Государственная Консерватория им. П.И.Чайковского) uitgenodigd en tijdens deze reis dirigeerde hij ook uitvoeringen van de West Side Story van Leonard Bernstein in Kiev.
Naast zijn bewerking voor harmonieorkest van de Symfonische dansen uit het musical West Side Story van Leonard Bernstein heeft hij ook eigen werk geschreven.

## Composities

### Werken voor orkest
- Jubilation, voor orkest

### Werken voor harmonieorkest
- 1976 Transormations, voor harmonieorkest
- Holiday For Brass, voor harmonieorkest
- Seranade, voor harmonieorkest

### Kamermuziek
- BrassTowerMuzak, voor koperkwintet

### Werken voor piano
- Six Vignettes, een ballet in miniature
  1. March
  2. Night Song
  3. Waltz
  4. La Petite Chiffon
  5. Ballad
  6. Finale

## Media
1. ↑  Symfonische dansen uit het musical West Side Story door Philwinds

- International Standard Name Identifier: 0000 0000 2562 1912
- Library of Congress Control Number: n85389714
- Virtual International Authority File: 70395777
- WorldCat: E39PBJjdjd3tH9f8CK4QrB4Qbd